# STS-51-C
STS-51-C (Space Transportation System-STS-51-C) var rumfærgen Discoverys 15. rumfærgeflyvning. Opsendt 24. januar 1985 og vendte tilbage den 27. januar 1985.
Det var første mission for Forsvarsministeriet (USA) (DoD), missionens formål var derfor hemmelig.
Det menes at der blev sat spionsatellitter i kredsløb, muligvis en Magnum ELINT der er i stand til at aflytte elektroniske signaler.

## Besætning
- Ken Mattingly (kaptajn)
- Loren Shriver (pilot)
- Ellison Onizuka (missionsspecialist)
- James Buchli (missionsspecialist)
- Gary Payton

## Missionen
- Udsigt fra Discovery.

Hovedartikler: